# Alexander Kukelka
Alexander Kukelka (* 7. Dezember 1963 in Klement, Niederösterreich) ist ein österreichischer Komponist, Dirigent und Pianist. Von 2014 bis 2020 war er Präsident des Österreichischen Komponistenbundes (ÖKB).

## Leben
Alexander Kukelka ist der Sohn des Restaurators für alte Musikinstrumente, Peter Kukelka, der von 1972 bis 1994 an der Wiener Musikhochschule historische Instrumentenkunde und Instrumentenbau lehrte und der ihn während der Schulzeit musikalisch förderte und der Malerin Helene Kukelka. Von 1979 bis 1987 studierte er bei Roland Batik am Konservatorium Wien Jazzklavier, außerdem Cembalo bei Marina Mauriello. Ab 1982 studierte er an der Wiener Musikhochschule bei Kurt Schwertsik Komposition und bei Uroš Lajovic Dirigieren. Von 1987 bis 1990 spielte er im Orchester der Vereinigten Bühnen Wien Klavier. Seit 1990 ist er als freischaffender Komponist, Arrangeur, Pianist und Kapellmeister in Wien tätig.
Kukelka ist mit der Dramaturgin Kathrin Kukelka-Lebisch verheiratet und hat eine Tochter (* 2004). Mit Kathrin Kukelka-Lebisch und dem Librettisten Walter Leitner gründete er 1999 den Verein Neues Wiener MusikTheater.
Seit 2002 unterrichtet Kukelka an der Universität für Musik und darstellende Kunst Wien das Fach Musik im Film – Filmmusik – Musikfilm. Ab 2008 war er Vizepräsident und Vorsitzender der Fachgruppe Film- & Medienmusik des Österreichischen Komponistenbundes (ÖKB). Im April 2014 wurde er zum Präsidenten des ÖKB gewählt. Seit 2009 ist er Mitglied der Federation of Film and Audiovisual Composers in Europe (FFACE).
Kukelka komponierte neben Filmmusiken und Opern auch Bühnenmusiken, vor allem zu Stücken von Johann Nestroy, sowie Instrumentalwerke.
Im Mai 2019 wurde Kukelka Mitglied des neu geschaffene fünfköpfigen Kompositionsbeirates der Kulturabteilung (Magistratsabteilung 7) der Stadt Wien, einem Expertengremium, das Förderempfehlungen im Bereich der Musikkomposition ausspricht. 2020 folgte ihm  Johannes Kretz als Präsident des Österreichischen Komponistenbundes nach. Kukelka ist Mitglied der Akademie des Österreichischen Films.

## Werke (Auswahl)
Filmmusik
- 1994: Im Zeichen der Liebe
- 1995: Das Zehnte Jahr
- 1996: Der Kunst ihre Freiheit (Imagefilm)
- 2008: Falscher Hase (Kurzspielfilm)
- 2009: Paradeisiana (Kurzspielfilm)
- 2010: Janek (Kurzspielfilm)
- 2013: Paganini – The Devil´s Violinist (Music Supervisor)
- 2016: Taaoras Lied – Hinter den Mauern der Stille
- Musik zur ORF-Dokumentation Universum:
  - 2001: Salt – Tears of the Earth – Durch die Salz-Länder der Erde
  - 2004: Ants – Ameisen – Die heimliche Macht
  - 2004: Hallstatt – Ein Leben zwischen Fels und See
  - 2007: Zugspitze – Berg der Gegensätze
  - 2011: Die geheime der Welt der Termiten

Oper/Musiktheater
- 1999: chet – ein jazzmusiktheater
- 2000: Nestroy 2001
- 2002: Bill oder Die 7 Aspekte der Armut
- 2004: Die Reise nach Alt-Mamajestie oder Der beste Witz ist Czernowitz
- 2005: Erlangen – Musiktheater nach einem Schauspiel von Alfred Kantorowicz
- 2007: Onyx Hotel (Libretto David Gieselmann, Uraufführung am Theater Erlangen)
- 2010: 4 Gossip Operas – Ein Musiktheater nach vier Kurzmeldungen der Klatsch- und Tratschpresse
- 2011: Donnas Traum – Ein gieriges Musiktheater
- 2013: Das Wasser des Lebens
- 2018: Rudi langt´s
- 2019: Die Überflüssigen (Operngroteske, Uraufführung am 8. Jänner 2019 im Theater Nestroyhof Hamakom[10])

Musical
- 1989: Farm der Tiere

Bühnenmusik
- 1988: Der Talisman
- 1988: Woyzeck
- 1989: Liebesgeschichten und Heiratssachen (1. Fassung)
- 1990: Wiener Totentanz
- 1991: Amiwiesen
- 1992: Der Färber und sein Zwillingsbruder
- 1993: Lila
- 1994: Romeo und Julia
- 1994: Lumpazivagabundus
- 1995: Kreuze am Horizont
- 1995: Österreich Macht Frei 1000 Jahre Arbeitsamt
- 1996: Adieu Marie
- 1996: Liebesgeschichten und Heiratssachen (2. Fassung)
- 1996: Schwarze Haut
- 1997: Frühere Verhältnisse
- 1997: Häuptling Abendwind
- 1997: Ich bin das Volk
- 1998: Ursel
- 1998: Hans im Glück und Pechmarie
- 1998: Top Dogs
- 1999: Elisabetta
- 2000: Mausi und Klausi
- 2001: Nestroy – Der Erste Wiener Theaterpreis 2001
- 2003: Die Meuterer von der Bounty
- 2003: Sprachspiele von Nestroy bis Jelinek – 1. Teil: Gute Menschen – Schlechte Leut
- 2003: Sprachspiele von Nestroy bis Jelinek – 2. Teil: Unter – Vier – Augen – Blicke
- 2003: Sprachspiele von Nestroy bis Jelinek – 3. Teil: Über allen Kipfeln ist Ruh
- 2006: Tod in Venedig
- 2008: Der Zauberberg

Vokalmusik
- 1997: Ich kann den Strand nicht mehr erreichen
- 2007: Eine kleine Theatersuite mit Gesang
- 2008: Vier Böse Kinderlieder
- 2010: Werdet Vorübergehende
- 2013: gaunz niachtan bin nua i
- 2015: Trau noch dem Frühling nicht
- 2016: Hoketus für Gesualdo

Instrumentalmusik
- 1990: Streichquintett
- 1993: Orchestrion
- 2004: Czernowitzer Skizzen
- 2005: Abschied von Wien
- 2006: Bukowina Tänze
- 1990: Ständchen
- 2011: Konzert für Schrammelquartett und Streichorchester
- 2016: Capriccio für Fagottquartett[11]